# Flugplatz Yevlax

i8
i11
i13
Der Flugplatz Yevlax (aserbaidschanisch Yevlax Hava Limanı) ist ein Flugplatz nahe der Stadt Yevlax in Aserbaidschan. Der Flugplatz wird derzeit hauptsächlich von Privatflugzeugen und selten vom Militär genutzt. Regelmäßigen Personenverkehr gibt es nicht.